# Vasile Vasilache Junior
Vasile Vasilache junior (n. 14 iunie 1941 – d. 1991, București), cunoscut de prieteni ca Vova, compozitor român, a fost fiul reputatului actor, compozitor și comedian român, Vasile Vasilache.
A fost căsătorit cu Marlene Vasilache;  fiul lor Razvan Vasilache, este muzician și producător muzical, si fiica, Adriana Vasilache, este medic specialist.
Florian Cheran (fotbalist și antrenor) este fratele vitreg dupa mama al compozitorului Vasile Vasilache-jr..

## Compoziții
- Vechiul pian - Doina Badea
- Ploaia și noi - Doina Badea
- În zori - Mirabela Dauer
- Întaiul gand - Margareta Pâslaru
- în ochii tăi, în ochii mei - Aurelian Andreescu
- Reverie - Doina Spătaru
- Frumoasa-i ziua - Margareta Pâslaru
- De veghe la porțile iubirii - Angela Similea
- Nu-i târziu - Dan Spătaru
- Te iubesc orice-ar spune inima - Mirabela Dauer
- Din atâtea iubiri - Stela Enache
- Nu pot trăi fără dorul tău - Monica Anghel
- Numai cerul și pământul - Margareta Pâslaru
- Aș vrea să fiu - Marina Voica
- Bună dimineața soare - Mirabela Dauer
- A sosit ora - Margareta Pâslaru
- Unde ți-e gândul - Margareta Pâslaru
- Nu cred în stele - Aurelian Andreescu
- E sărbătoare - Margareta Pâslaru
- Obiceiuri din străbuni - Dan Spătaru
- Fata moșului și fata babei - Margareta Pâslaru
- Cine ești tu - Stefan Banica
- Pentru pâine, pentru soare - Margareta Pâslaru
- Idealul - Adrian Romcescu
- Cine, oare, cine - „3T“
- Dorul - Aurelian Andreescu
- Tinerețe pasăre maiastră - Margareta Pâslaru

## Albume
- Dreptul la neuitare, dublu CD, Electrecord, 2009

A colaborat cu numeroși textieri printre care: Eugen Rotaru, Andreea Andrei, Victor Brătulescu, Teodor Mazilu, George Mihalache, Angel Grigoriu, Romeo Iorgulescu, Mihai Maximilian, George Vâlcu. A compus pe versuri poeților Nina Cassian, Flavia Buref și Aurel Storin. De asemenea a compus 4 melodii pe texte scrise de Margareta Pâslaru.